# 서바이벌 시리즈
서바이벌 시리즈(Survivor Series)는 매년 11월에 열리는 WWE 페이 퍼 뷰로, 1987년에 시작되었다.

이 페이 퍼뷰는 태그팀 제거 경기가 열리는 것으로 유명하다. 1987년부터 1990년까지는 모든 경기가 제거 경기였으며, 1991년부터
제거 경기가 아닌 경기도 열리게 되었다.

## 서바이벌 시리즈 개최한 곳
| 횟수 | 날짜             | 개최한 곳      | 경기장                     | 관중수      | 메인이벤트 |
| ---- | ---------------- | -------------- | -------------------------- | ----------- | --- |
| 1회  | 1987년 11월 26일 | 리치필드       | 콜리시엄 앳 리치필드       | 21,300      | 앙드레 더 자이언트, 원 맨 갱, 킹콩 번디, 버치 리드, 릭 루드 vs. 헐크 호건, 폴 온돌프, 돈 무라코, 켄 파테라, 뱀 뱀 비글로우 (5대5 서바이벌 시리즈 제거 경기)              |
| 2회  | 1988년 11월 24일 | 리치필드       | 콜리시엄 앳 리치필드       | 13,500      | 헐크 호건, 랜디 새비지, 허큘리스, 코코 B. 웨어, 힐리빌리 짐 vs. 아킴, 빅 보스 맨, 테드 디비아시, 하쿠, 더 레드 루스터 (5대5 서바이벌 시리즈 제거 경기)                   |
| 3회  | 1989년 11월 23일 | 로즈먼트       | 로즈먼트 호라이즌          | 15,294      | 얼티미트 워리어, 숀 마이클스, 마티 재네티, 짐 나이트하트 vs. 바비 히난, 앙드레 더 자이언트, 하쿠, 안 앤더슨 (4대4 서바이벌 시리즈 제거 경기)                             |
| 4회  | 1990년 11월 22일 | 하트퍼드       | 하트포드 시빅 센터         | 16,000      | 헐크 호건, 얼티미트 워리어, 티토 산타나 vs. 테드 디비아시, 릭 마텔, 워로드, 허큘리스, 폴 로마 (3대5 서바이벌 시리즈 제거 경기)                                           |
| 5회  | 1991년 11월 27일 | 디트로이트     | 조 루이스 아레나           | 17,500      | 로드 워리어 호크, 로드 워리어 애니멀, 빅 보스 맨 vs. 어스퀘이크, 타이푼, IRS (3대3 서바이벌 시리즈 제거 경기)                                                            |
| 6회  | 1992년 11월 25일 | 리치필드       | 콜리시엄 앳 리치필드       | 17,500      | 브렛 하트 vs. 숀 마이클스 (WWF 챔피언십) |
| 7회  | 1993년 11월 24일 | 보스턴         | 보스턴 가든                | 15,509      | 렉스 루거, 언더테이커, 릭 스타이너, 스캇 스타이너 vs. 요코주나, 크러쉬, 루드빅 볼가, 퀘베커 쟈크퀘스 (4대4 서바이벌 시리즈 제거 경기)                                    |
| 8회  | 1994년 11월 23일 | 샌안토니오     | 프리먼 콜리시엄            | 10,000      | 언더테이커 vs. 요코즈나 (캐스킷 매치) |
| 9회  | 1995년 11월 19일 | 랜도버         | US에어 아레나              | 14,500      | 디젤 vs. 브렛 하트 (NO DQ 매치, WWF 챔피언십) |
| 10회 | 1996년 11월 17일 | 뉴욕           | 매디슨 스퀘어 가든         | 18,647      | 숀 마이클스 vs. 사이코 시드 (WWF 챔피언십) |
| 11회 | 1997년 11월 9일  | 몬트리올       | 몰슨 센터                  | 20,593      | 브렛 하트 vs. 숀 마이클스 (WWF 챔피언십) |
| 12회 | 1998년 11월 15일 | 세인트루이스   | 키엘 센터                  | 21,779      | 더 락 vs. 맨카인드 (WWF 챔피언십 토너먼트 결승전) |
| 13회 | 1999년 11월 14일 | 디트로이트     | 조 루이스 아레나           | 18,735      | 트리플 H vs. 빅 쇼 vs. 드웨인 더 락 존슨 (WWF 챔피언십) |
| 14회 | 2000년 11월 19일 | 탬파           | 아이스 팰리스              | 18,602      | 스티브 오스틴 vs. 트리플 H (NO DQ 매치) |
| 15회 | 2001년 11월 18일 | 그린즈버러     | 그린스브로 콜리시엄        | 10,142      | 더 락, 크리스 제리코, 언더테이커, 케인, 빅 쇼 vs. 스티브 오스틴, 롭 밴 댐, 커트 앵글, 부커T, 셰인 맥마흔 (5대5 서바이벌 시리즈 제거 경기)                                |
| 16회 | 2002년 11월 17일 | 뉴욕           | 매디슨 스퀘어 가든         | 17,930      | 트리플 H vs. 숀 마이클스 vs. 크리스 제리코 vs. 케인 vs. 롭 밴 댐 vs. 부커T (일리미네이션 체임버 매치, 월드 헤비웨이트 챔피언십)                                          |
| 17회 | 2003년 11월 16일 | 댈러스         | 아메리칸 에어라인스 센터   | 13,487      | 골드버그 vs. 트리플 H (월드 헤비웨이트 챔피언십) |
| 18회 | 2004년 11월 14일 | 클리블랜드     | 건드 아레나                | 7,500       | 랜디 오턴, 크리스 벤와, 크리스 제리코, 메이븐 vs. 트리플 H, 에지, 바티스타, 진 스니츠키 (4대4 서바이벌 시리즈 제거 경기)                                                 |
| 19회 | 2005년 11월 27일 | 디트로이트     | 조 루이스 아레나           | 15,000      | 숀 마이클스, 케인, 빅 쇼, 칼리토, 크리스 매스터스 vs. 바티스타, 레이 미스테리오, 존 브레드쇼 레이필드, 바비 래쉴리, 랜디 오턴 (5대5 서바이벌 시리즈 제거 경기)           |
| 20회 | 2006년 11월 26일 | 필라델피아     | 와코비아 센터              | 15,400      | 킹 부커 vs. 바티스타 (월드 헤비웨이트 챔피언십) |
| 21회 | 2007년 11월 18일 | 마이애미       | 아메리칸 에어라인스 아레나 | 12,500      | 바티스타 vs. 언더테이커 (헬 인 어 셀 매치, 월드 헤비웨이트 챔피언십) |
| 22회 | 2008년 11월 23일 | 보스턴         | TD 뱅크노스 가든           | 12,498      | 크리스 제리코 vs. 존 시나 (월드 헤비웨이트 챔피언십) |
| 23회 | 2009년 11월 22일 | 워싱턴 D.C.    | 버라이즌 센터              | 12,500      | 존 시나 vs. 트리플 H vs. 숀 마이클스 (WWE 챔피언십) |
| 24회 | 2010년 11월 21일 | 마이애미       | 아메리칸 에어라인스 아레나 | 8,000       | 랜디 오턴 vs. 웨이드 배럿 (WWE 챔피언십, 특별심판 : 존 시나) |
| 25회 | 2011년 11월 20일 | 뉴욕           | 매디슨 스퀘어 가든         | 16,749      | 더 락, 존 시나 vs. 더 미즈, 알 트루쓰 |
| 26회 | 2012년 11월 18일 | 인디애나폴리스 | 뱅커스 라이프 필드하우스   | 8,500       | CM 펑크 vs. 존 시나 vs. 라이백 (트리플 쓰렛 매치, WWE 챔피언십) |
| 27회 | 2013년 11월 24일 | 보스턴         | TD 가든                    | 13,500      | 랜디 오턴 vs. 빅 쇼 (WWE 챔피언십) |
| 28회 | 2014년 11월 23일 | 댈러스         | 아메리칸 에어라인스 센터   | 12,000      | 존 시나, 돌프 지글러, 빅 쇼, 에릭 로완, 라이백 vs. 세스 롤린스, 케인, 마크 헨리, 루세프, 루크 하퍼 (5대5 서바이벌 시리즈 제거 경기)                                      |
| 29회 | 2015년 11월 22일 | 애틀랜타       | 필립스 아레나              | 14,481      | 로만 레인즈 vs. 쉐이머스 (WWE 챔피언십) |
| 30회 | 2016년 11월 20일 | 토론토         | 에어 캐나다 센터           | 17,143      | 브록 레스너 vs. 골드버그 |
| 31회 | 2017년 11월 19일 | 휴스턴         | 도요타 센터                | 14,478      | 커트 앵글, 트리플 H, 사모아 조, 핀 베일러, 브라운 스트로우먼 vs. 셰인 맥마흔, 존 시나, 랜디 오턴, 바비 루드, 나카무라 신스케 (5대5 남성 서바이벌 시리즈 제거 경기)       |
| 32회 | 2018년 11월 18일 | 로스앤젤레스   | 스테이플스 센터            | 16,325      | 브록 레스너 vs. 대니얼 브라이언 |
| 33회 | 2019년 11월 24일 | 로즈먼트       | 올스테이트 아레나          | 13,271      | 베키 린치 vs. 셰이나 배즐러 vs. 베일리 |
| 34회 | 2020년 11월 22일 | 올랜도         | 암웨이 센터                | 무관중 경기 | 드루 매킨타이어 vs. 로만 레인즈 |
| 35회 | 2021년 11월 21일 | 브루클린       | 바클레이스 센터            | 15,120      | 빅 E vs. 로만 레인즈 |
| 36회 | 2022년 11월 26일 | 보스턴         | TD 가든                    | 15,609      | 브롤링 브루츠, 드루 매킨타이어, 케빈 오웬스 vs. 블러드라인 (남성 워게임 매치)                                                                                            |
| 37회 | 2023년 11월 25일 | 로즈먼트       | 올스테이트 아레나          | 17,138      | 랜디 오턴, 세스 롤린스, 코디 로즈, 새미 제인, 제이 우소 vs. 드루 매킨타이어, 저지먼트 데이 (핀 베일러, 데미안 프리스트, 도미닉 미스테리오, JD 맥도나) (남성 워게임 매치) |
| 38회 | 2024년 11월 30일 | 밴쿠버         | 로저스 아레나              | 17,828      | CM 펑크, 로만 레인즈, 새미 제인, 디 우소스 vs. 블러드라인 (솔로 시코아, 타마 통가, 통가 로아, 제이콥 파투), 브론슨 리드 (남성 워게임 매치)                               |
| 39회 | 2025년 11월 29일 | 샌디에고       | 펫코 파크                  |             | |